# Алгоритм Адлемана
Алгоритм Адлемана — первый субэкспоненциальный алгоритм дискретного логарифмирования в кольце вычетов по модулю простого числа. Алгоритм был предложен Леонардом Максом Адлеманом (англ. Leonard Adleman — Эйдлмен) в 1979 году. Леонард Макс Адлеман (англ. Leonard Adleman — Эйдлмен; род. 31 декабря 1945) — американский учёный-теоретик в области компьютерных наук, профессор компьютерных наук и молекулярной биологии в Университете Южной Калифорнии. Он известен как соавтор системы шифрования RSA (Rivest — Shamir — Adleman, 1977 год) и ДНК-вычислений. RSA широко используется в приложениях компьютерной безопасности, включая протокол HTTPS.

## Математический аппарат
Приведённая система вычетов по модулю m — множество всех чисел полной системы вычетов по модулю m, взаимно простых с m. Приведённая система вычетов по модулю m состоит из φ(m) чисел, где φ(·) — функция Эйлера. Любые φ(m) попарно несравнимых по модулю m и взаимно простых с этим модулем чисел представляют собой приведённую систему вычетов. В качестве приведённой системы вычетов по модулю m обычно берутся взаимно простые с m числа от 1 до {\displaystyle m-1}. Если {\displaystyle (a,m)=1} и x пробегает приведенную систему вычетов по модулю m, то ax также принимает значения, образующие приведённую систему вычетов по этому модулю.
Приведённая система вычетов с умножением по модулю m образует группу, называемую мультипликативной группой или группой обратимых элементов кольца вычетов по модулю m, которая обозначается {\displaystyle \mathbb {Z} _{m}^{\times }} или {\displaystyle U(\mathbb {Z} _{m})}.
Факторизация многочлена — представление данного многочлена в виде произведения многочленов меньших степеней.
Основная теорема алгебры утверждает, что каждый многочлен над полем комплексных чисел представим в виде произведения линейных многочленов, причем единственным образом с точностью до постоянного множителя и порядка следования сомножителей.
Противоположностью факторизации полиномов является их расширение, перемножение полиномиальных множителей для получения «расширенного» многочлена, записанного в виде суммы слагаемых.

## Формулировка задачи
Пусть заданы полиномы {\displaystyle \alpha ,\beta ,f\in GF(p^{n}),p\leqslant n} такие, что
{\displaystyle f} — неприводимый нормированный многочлен степени {\displaystyle n,}
{\displaystyle \alpha } — генератор мультипликативной группы степени меньше {\displaystyle n,}
{\displaystyle \beta \not \equiv 0{\pmod {f}}.}
Необходимо найти (если такое существует) натуральное число {\displaystyle x}, удовлетворяющее сравнению
{\displaystyle \alpha ^{x}\equiv \beta {\pmod {f}}.}

## Описание алгоритма
1 этап. Положим
{\displaystyle m=\left\lceil {\sqrt {\frac {n\log n}{\log p}}}\right\rceil .}
2 этап. Найдем множество {\displaystyle T} неприводимых нормированных многочленов {\displaystyle f_{i}\in GF(p^{n})} степени не выше {\displaystyle m} и пронумеруем их числами от {\displaystyle 1} до {\displaystyle \omega ,} где
{\displaystyle \omega =|T|.}
3 этап. Положим {\displaystyle z=1.} Случайным образом выберем числа {\displaystyle r} и {\displaystyle s} такие, что
{\displaystyle 0\leqslant r,s<p^{n}-1,}
и вычислим полином {\displaystyle \gamma } такой, что
{\displaystyle \gamma \equiv \alpha ^{r}\beta ^{s}{\pmod {f}}.}
4 этап. Если полученный многочлен является произведением всех неприводимых полиномов {\displaystyle f_{i}} из множества {\displaystyle T,} то есть
{\displaystyle \gamma ={\tilde {\gamma }}\prod _{i=1}^{\omega }{f_{i}^{e_{i}}},}
где {\displaystyle {\tilde {\gamma }}} — старший коэффициент {\displaystyle \gamma } (для факторизации унитарных многочленов над конечным полем можно воспользоваться, например, алгоритмом Берлекэмпа), то положим {\displaystyle r_{z}=r,} {\displaystyle s_{z}=s,}{\displaystyle v_{z}=\left\langle e_{1},e_{2},\dots ,e_{\omega +1}\right\rangle .} В противном случае выберем другие случайные {\displaystyle r} и {\displaystyle s} и повторим этапы 3 и 4. После чего установим {\displaystyle z=z+1} и повторим этапы 3 и 4. Повторяем до тех пор, пока {\displaystyle z\leqslant \omega +1.} Таким образом мы получим множества {\displaystyle r_{i}}, {\displaystyle s_{i}} и {\displaystyle v_{i}} для {\displaystyle 1\leqslant i\leqslant \omega +1.}
5 этап. Вычислим {\displaystyle a_{1},a_{2},\dots ,a_{\omega +1}} такие, что НОД{\displaystyle (a_{1},a_{2},\dots ,a_{\omega +1})=1} и
{\displaystyle \sum \limits _{i=1}^{\omega +1}{a_{i}v_{i}}\equiv \left\langle 0,0,\dots ,0\right\rangle {\pmod {p^{n}-1}}.}
6 этап. Вычислим число {\displaystyle l} такое, что
{\displaystyle l=\sum _{i=1}^{\omega +1}s_{i}a_{i}.}
7 этап. Если НОД{\displaystyle (l,p^{n}-1)\neq 1,} то перейдём к этапу 3 и подберем новые множества {\displaystyle r_{i}}, {\displaystyle s_{i}} и {\displaystyle v_{i}} для {\displaystyle 1\leqslant i\leqslant \omega +1.} В противном случае вычислим числа {\displaystyle k,y} и полином {\displaystyle s} такие, что
{\displaystyle k=\sum _{i=1}^{\omega +1}r_{i}a_{i},}
{\displaystyle s\equiv \alpha ^{k}\beta ^{l}{\pmod {f}},}
{\displaystyle \alpha ^{y{\frac {p^{n}-1}{p-1}}}\equiv s{\pmod {f}}.}
8 этап. Вычислим искомое число {\displaystyle x}
{\displaystyle x\equiv {\frac {y{\frac {p^{n}-1}{p-1}}-k}{l}}{\pmod {p^{n}-1}}.}

## Другая версия алгоритма

### Исходные данные
Пусть задано сравнение
| {\displaystyle a^{x}\equiv b{\pmod {p}},} | (1) |

Необходимо найти натуральное число x, удовлетворяющее сравнению (1).

### Описание алгоритма
1 этап. Сформировать факторную базу, состоящую из всех простых чисел q:
| {\displaystyle q\leq B=e^{{\text{const}}{\sqrt {\log {p}\log {\log {p}}}}}} |

2 этап. С помощью перебора найти натуральные числа {\displaystyle r_{i}} такие, что
| {\displaystyle a^{r_{i}}\equiv \prod \limits _{q\leq B}q^{\alpha _{iq}}{\pmod {p}},} |

то есть {\displaystyle a^{r_{i}}\mod {p}} раскладывается по факторной базе. Отсюда следует, что
| {\displaystyle r_{i}\equiv \sum \limits _{q\leq B}\alpha _{iq}\log _{a}{q}{\pmod {p-1}}.} | (2) |

3 этап. Набрав достаточно много соотношений (2), решить получившуюся систему линейных уравнений относительно неизвестных дискретных логарифмов элементов факторной базы ({\displaystyle \log _{a}{q}}).
4 этап. С помощью некоторого перебора найти одно значение r, для которого
| {\displaystyle a^{r}\equiv \prod \limits _{q\leq B}q^{\beta _{q}}p_{1}\cdot ...\cdot p_{k}{\pmod {p}},} |

где {\displaystyle p_{1},...,p_{k}\mod {p}} — простые числа «средней» величины, то есть {\displaystyle B<p_{i}<B_{1}}, где {\displaystyle B_{1}} — также некоторая субэкспоненциальная граница, {\displaystyle B_{1}=e^{{\text{const}}{\sqrt {\log {p}\log {\log {p}}}}}.}
5 этап. С помощью вычислений, аналогичных этапам 2 и 3 найти дискретные логарифмы {\displaystyle \log _{a}{p_{i}}}.
6 этап. Определить искомый дискретный логарифм:
| {\displaystyle x\equiv \log _{a}{b}\equiv \sum \limits _{q\leq B}\beta _{q}\log _{a}{q}+\sum \limits _{i=1}^{k}\log _{a}{p_{i}}{\pmod {p-1}}.} |

## Вычислительная сложность
Алгоритм Адлемана имеет эвристическую оценку сложности {\displaystyle O(\exp {(c(\log {p}\log {\log {p}})^{1/2})})} арифметических операций, где {\displaystyle c} — некоторая константа. На практике он недостаточно эффективен.

## Приложения
Задача дискретного логарифмирования является одной из основных задач, на которых базируется криптография с открытым ключом.

## Дискретное логарифмирование
Дискретное логарифмирование (DLOG) — задача обращения функции {\displaystyle g^{x}} в некоторой конечной мультипликативной группе {\displaystyle G}.
Наиболее часто задачу дискретного логарифмирования рассматривают в мультипликативной группе кольца вычетов или конечного поля, а также в группе точек эллиптической кривой над конечным полем. Эффективные алгоритмы для решения задачи дискретного логарифмирования в общем случае неизвестны.
Для заданных g и a решение x уравнения {\displaystyle g^{x}=a} называется дискретным логарифмом элемента a по основанию g. В случае, когда G является мультипликативной группой кольца вычетов по модулю m, решение называют также индексом числа a по основанию g. Индекс числа a по основанию g гарантированно существует, если g является первообразным корнем по модулю m.

## Криптография с открытым ключом
Криптографическая система с открытым ключом (или асимметричное шифрование, асимметричный шифр) — система шифрования и/или электронной подписи (ЭП), при которой открытый ключ передаётся по открытому (то есть незащищённому, доступному для наблюдения) каналу и используется для проверки ЭП и для шифрования сообщения. Для генерации ЭП и для расшифровки сообщения используется закрытый ключ. Криптографические системы с открытым ключом в настоящее время широко применяются в различных сетевых протоколах, в частности, в протоколах TLS и его предшественнике SSL (лежащих в основе HTTPS), в SSH. Также используется в PGP, S/MIME.Классическими криптографическими схемами на её основе являются схема выработки общего ключа Диффи-Хеллмана, схема электронной подписи Эль-Гамаля, криптосистема Мэсси-Омуры для передачи сообщений. Их криптостойкость основывается на предположительно высокой вычислительной сложности обращения показательной функции.

## Протокол Диффи — Хеллмана
Протокол Ди́ффи — Хе́ллмана (англ. Diffie-Hellman, DH) — криптографический протокол, позволяющий двум и более сторонам получить общий секретный ключ, используя незащищенный от прослушивания канал связи. Полученный ключ используется для шифрования дальнейшего обмена с помощью алгоритмов симметричного шифрования.
Схема открытого распределения ключей, предложенная Диффи и Хеллманом, произвела настоящую революцию в мире шифрования, так как снимала основную проблему классической криптографии — проблему распределения ключей.
В чистом виде алгоритм Диффи — Хеллмана уязвим для модификации данных в канале связи, в том числе для атаки «Человек посередине», поэтому схемы с его использованием применяют дополнительные методы односторонней или двусторонней аутентификации.

## Схема Эль-Гамаля
Схема Эль-Гамаля (Elgamal) — криптосистема с открытым ключом, основанная на трудности вычисления дискретных логарифмов в конечном поле. Криптосистема включает в себя алгоритм шифрования и алгоритм цифровой подписи. Схема Эль-Гамаля лежит в основе бывших стандартов электронной цифровой подписи в США (DSA) и России (ГОСТ Р 34.10-94).
Схема была предложена Тахером Эль-Гамалем в 1985 году. Эль-Гамаль разработал один из вариантов алгоритма Диффи — Хеллмана. Он усовершенствовал систему Диффи — Хеллмана и получил два алгоритма, которые использовались для шифрования и для обеспечения аутентификации. В отличие от RSA алгоритм Эль-Гамаля не был запатентован и поэтому стал более дешёвой альтернативой, так как не требовалась оплата взносов за лицензию. Считается, что алгоритм попадает под действие патента Диффи — Хеллмана.